# Detlef Jena
Detlef Jena (* 5. Mai 1940 in Wittenberge) ist ein deutscher Historiker und Publizist.

## Leben
Jena absolvierte 1960–1965 Studium der Geschichte und Kunstgeschichte in Jena und Halle mit besonderem Schwerpunkt auf Geschichte Osteuropas. Im Jahre 1970 promovierte er und 1979 erlangte er die Habilitation. Zwei Jahre später 1981 wurde Jena Dozent in Halle. 1982 erfolgte seine Berufung an die Friedrich-Schiller-Universität Jena. Im Jahre erlangte er eine ordentliche Professur für Osteuropäische Geschichte und war von 1986 bis 1990 Direktor der Sektion Geschichte an der Friedrich-Schiller-Universität Jena. Sein Universitätsdienst im Rahmen der Evaluierung in Jena endete 1991 mit seiner Entlassung. Jena war ab 1999 Gastprofessor an der Universität Paris, hatte Lehrtätigkeiten an den Universitäten in Tampere, Utrecht und Innsbruck. Er ist seit 2000 im Vorruhestand. Seit 1993 betreibt er die Kolumne Marginalien zur Geschichte in der Thüringischen Landeszeitung Über 1300 Artikel hat er für diese Zeitung zumindest bis 2018 geschrieben. Dutzende Beiträge schrieb er auch für die Zeitschrift Das Blättchen. Er lebt in Rockau bei Eisenberg. Sein Œuvre umfasst nicht nur Biographien aus dem russischen bzw. sowjetischen Umfeld, sondern auch Themen der thüringischen Landesgeschichte mit Schwerpunkt Weimar und seinem Fürstenhaus.

## Werke (Auswahl)
- Die antikommunistische und aggressive Außenpolitik des deutschen Faschismus gegenüber der Sowjetunion in den Jahren 1933 bis 1941 und der sowjetische Kampf gegen die Ausweitung des Krieges. Ein Beitrag zur Geschichte der deutsch-sowjetischen diplomatischen Beziehungen in der ersten Periode des Zweiten Weltkrieges, Diss. Halle (Saale) 1970;
- Marxismus und bürgerlicher Liberalismus in Russland am Ende des 19. und zu Beginn des 20.  Jahrhunderts. Ein Beitrag zur Darstellung der ideologischen Auseinandersetzung W. I. Lenins mit dem bürgerlich-liberalen Wesen des »legalen Marxismus« (1894–1901) im Prozess der Formierung der Partei der Bolschewiki, Habil-Schrift Halle (Saale) 1979;
- Kurt Eisner. Der Geheimbund des Zaren. Der Königsberger Prozeß wegen Geheimbündelei, Hochverrat gegen Rußland und Zarenbeleidigung vom 12. bis 25. Juli 1904, Berlin 1988;
- Georgi Walentinowitsch Plechanow, Biographie, Deutscher Verlag der Wissenschaften, Berlin 1989;
- Die russischen Zaren in Lebensbildern, mit Rainer Lindner, Graz-Wien-Köln 1996;
- Spuren der Geschichte – Napoleon in Thüringen. Erinnerungen – Denkmäler – Natur – Wanderwege, mit Rüdiger Stolz, ReFIT, Jena 1996;
- Maria Pawlowna – Großherzogin an Weimars Musenhof, Biographie, Graz-Wien-Köln-Regensburg 1999;
- Die Zarinnen Rußlands 1547–1918, Graz-Wien-Köln-Regensburg 1999, [estnische Ausgabe, Tallin 2000, russische Ausgabe, Moskau 2006];
- »Die Welt, obgleich sie wunderlich…« – Marginalien zur Geschichte, Verlag Bussert und Stadeler, Jena 2000;
- Ach Luise… Die Freiherrn von Ziegesar, Rußland und der parlamentarische Konstitutionalismus in Sachsen-Weimar-Eisenach in der ersten Hälfte des 19. Jahrhunderts, Jena 2001;
- Potemkin. Favorit und Feldmarschall Katharina der Großen, München 2001 (Moskau 2007);
- Lexikon der russischen Kultur, Mitautor, Darmstadt 2002;
- Die französische Revolution und das Projekt der Moderne, Mitautor, Wien 2002;
- Rußland – Kontinuität, Konflikt und Wandel, Mitautor, München 2002;
- Katharina Pawlowna. Großfürstin von Rußland – Königin von Württemberg, Verlag Friedrich Pustet, Regensburg 2003 (Moskau 2006);
- Zar Iwan VI. Der Gefangene von Schlüsselburg, Universitas, München 2004;
- Die Weimarer Zarin. Erzählung, Jena 2004;
- Das Weimarer Quartett. Die Fürstinnen Anna Amalia, Louise, Maria Pawlowna, Sophie, Verlag Friedrich Pustet, Regensburg 2007;
- Napoleon – Reisewege in Thüringen, mit Rüdiger Stolz, Weimar 2007;
- Königin Olga von Württemberg. Glück und Leid einer russischen Großfürstin, Verlag Friedrich Pustet Regensburg 2009;
- Carl Friedrich. Großherzog von Sachsen-Weimar-Eisenach, Verlag Friedrich Pustet, Regensburg 2013;
- Wie das Vorüberschweben eines leisen Traumbilds – Goethe, Weimar und das Wörlitzer Gartenparadies, Weimaer Verlagsgesellschaft, Wiesbaden 2017;
- Weimar – Kleine Stadtgeschichte, Verlag Friedrich Pustet, Regensburg 2019;
- »Das Menschenglück, es ist ein Traum« – Eine Studie zu Goethes Begegnungen mit dem Fürsten Charles Joseph de Ligne, dem »frohesten Mann des Jahrhunderts«, in Weimar und im böhmischen Teplitz, Marburg 2019 / 2. überarbeitete Auflage, Marburg 2021;